# Ctenitis croftii
Ctenitis croftii är en träjonväxtart som beskrevs av Holtt. Ctenitis croftii ingår i släktet Ctenitis och familjen Dryopteridaceae. Inga underarter finns listade.